# (26267) Nickmorgan
(26267) Nickmorgan est un astéroïde de la ceinture principale d'astéroïdes.

## Description
(26267) Nickmorgan est un astéroïde de la ceinture principale d'astéroïdes. Il fut découvert le 14 septembre 1998 à Socorro (Nouveau-Mexique) par le projet LINEAR. Il présente une orbite caractérisée par un demi-grand axe de 2,25 UA, une excentricité de 0,18 et une inclinaison de 2,6° par rapport à l'écliptique.

## Compléments